# 星咲なな子
星咲 なな子（ほしざき ななこ、1988年8月6日 - ）は、日本のAV女優・ストリッパー。ロータスグループ所属。
出身地:岐阜県。血液型:B型。身長:157cm。スリーサイズ:B84(D)・W53・H88cm。趣味・特技:ピアノ、ショッピング。

## 略歴・人物
2010年にAVデビュー。女子校生から人妻まで幅広い役をこなす企画女優である。
2010年9月21日に川崎ロック座にてストリップデビュー。

## 出演作品

### アダルトビデオ
2010年
- エスカレートするドしろーと娘 素人かんぜんだましどり 175 ななこちゃん 21さい （3月2日、プレステージ）
- スレンダー （3月19日、プレステージ）
- フェラコレ 2010夏SP （7月25日、隼エージェンシー）…オムニバス作品 他出演:桃咲まなみ、山口あずさ、竹内結、柳原純、鈴木ミント、蓮井みのり、加羽ゆい、進藤ゆき、岡田あい、REMI、伊東すみれ、月嶋美唯、七海あい、春野優、森谷みう、相田まい、藤崎クロエ、愛乃みやび、黒澤あみ、持田百恵、平山みな、塚本渚、望多つばさ、藤倉みやび、七瀬ゆい、橘なお、愛澤ルナ、逢原和希、瀬戸ありさ、秋葉サラ、杏りり、上村香澄、井沢真里、南ゆき、葉月沙良、白井ゆきな、神谷涙
- 池袋勤めの美人女子社員と制服性交 No.1 Nanako （9月22日、ゼットン）
- キミは知っているか?超ビンカン!汁ダク! 包茎マ◎コ 〜いつも皮かぶりのクリトリスは、剥いた瞬間に見たこともない絶頂アクメに達する!!〜 （9月23日、ディープス）…オムニバス作品 他出演:早乙女らぶ、朝倉ことみ
- こだわりの手コキ 人妻編 8 （9月25日、隼エージェンシー）…オムニバス作品 他出演:星倉なぎさ、姫乃未来、大槻ひびき、石原こと、甲斐ミハル、内藤斐奈、鈴木茶緒、森谷みう、小野理菜、平山みな、手嶋絵里、渡瀬のぞみ、美嶋茜、立花みずき、七瀬ゆい、佐倉美香、大谷佳香、杉浦アリス、池田美和子、美咲りん、瀬戸ありさ、加藤聖良、葉月沙良、水谷真希、星野ひな、村尾ふみえ、このみゆいか、岡本莉沙、市川鮎子
- フェラチオマエストロ 極上濃厚口内射精集。 2 （10月15日、セックスエージェント）…オムニバス作品 他出演:管野しずか、鈴音りおな、高倉舞、松すみれ、RAIKA、杉浦アリス、MOKA
- 敏感女性社員のカラダ。 （10月15日、セックスエージェント）…オムニバス作品 他出演:水野えみり、鈴音りおな、管野しずか、秋吉小百合、細川まり、高倉舞、香山蘭
- 日常的勃起欲情 眠っている女の鼻先1寸でバレずにオナニーしてみたい （10月21日、SODクリエイト）…オムニバス作品 他出演:鈴香音色、つくし、上村香澄、小林さとみ、美里このみ
- ノーパン・ハイスクール 3 （11月7日、プレミアム）…共演:大沢美加、成瀬心美、大槻ひびき、月嶋美唯、水玉レモン、小西レナ、水沢エリナ、美夕、愛澤ルナ
- けしからん!ムチムチのおみ足 （12月17日、セックスエージェント）…オムニバス作品 他出演:管野しずか、榊なち、鈴音りおな、香山蘭、杉浦アリス
- 見つめてフェラチオしてあげる。 vol.4 ver.女子校生 （12月17日、OFFICE K'S）…オムニバス作品 他出演:桜りお、泉晴香、矢口理紗、広瀬奏、新山ゆきみ、可愛りん、森下ちか、RYNN

2011年
- 契約を欲しそうにしていた営業レディに「○○○してくれたら…」とつけ込んで迫ってみたら… （1月1日、DOC）…オムニバス作品 他出演:可愛りん、渋谷莉子
- 女王様バイブル 2 M奴隷アナル拡張計画 （1月20日、未来・フューチャー）
- M男パラダイス 08 病みつきペニバンM性感 （1月30日、未来・フューチャー）
- 女子会が開かれているとは知らずに入った居酒屋で軽く飲もうと思ったら女だらけでチ○ポを狙われた （2月5日、SWITCH）…共演:桜りお、神崎そら、春咲ゆりあ
- 美少女に無理矢理連続手コキで搾り採られちゃった僕。 その3 （3月13日、アロマ企画）…オムニバス作品 他出演:前田陽菜、上村あずさ、鈴木ミント
- エロエロお姉さんの艶色パンストで足責め&足コキ （3月15日、ジャネス）…オムニバス作品 他出演:恵理香、みみ、理沙、メイ、アンリ、蘭
- 無類のリクルートスーツフェチ （3月19日、稀有）…オムニバス作品 他出演:愛原さえ、愛音麻友、長谷川夢
- エロ美少女の角オナニー （3月25日、アロマ企画）…オムニバス作品 他出演:中山エリス、梅咲ほの香、つくし、前田陽菜、亜由美、瀬名あゆむ
- こだわりの手コキ 人妻編 10 （3月25日、隼エージェンシー）…オムニバス作品 他出演:美浦詩音、綾瀬まな、柴田かすみ、新山ゆきみ、真下礼子、山中えみ、篠原由香子、星野声奈、香山蘭、園田ユリア、高倉舞、井川ゆい、横山みれい、佐々木いちか、水沢真樹、川上ゆう、千葉悠梨、雨宮真貴 ほか
- 深夜酔淫 6 （4月20日、DOC）…オムニバス作品 他出演:小宮山せりな
- M男パラダイス ペニバンイラマチオ!! ドSな腰振り痴女たちのM男口内レイプ! （4月25日、未来・フューチャー）…オムニバス作品 他出演:藤崎クロエ、黒川メイサ、平松恵理香、内田美奈子、細川まり
- ストリップ劇場 3D　美人ダンサー達が魅せる3次元生板ショー!! （5月15日、ネクストイレブン）…オムニバス作品 他出演:メイサ、愛良、彩、みちる
- Hなファーストフード店 M字にナルド （5月19日、V&Rプロダクツ）…共演:和葉みれい、小西レナ、麻果みう、小林しおり
- 無類の腋フェチ （5月19日、稀有）…オムニバス作品 他出演:愛原さえ、長谷川夢、愛音麻友
- フェラコレ 熟女編 9 （5月25日、隼エージェンシー）…オムニバス作品 他出演:あんなさくら、かなと沙奈、井川ゆい、真下礼子、山中えみ、篠原由香子、上村みき、星野声奈、坂本ひかり、雨宮真貴、園田ユリア、管野しずか、千葉悠梨、はるか悠、細川まり、七瀬ゆい、水沢真樹、松すみれ、綾瀬まな ほか

### アダルトサイト
- 原田夏海 （舞ワイフ）